# 아저씨의 꿈
《아저씨의 꿈》(러시아어: Дя́дюшкин сон 댜듀시킨 손[*], 문자 개혁 이전: Дядюшкинъ сонъ)은 러시아 제국의 소설가 표도르 도스토옙스키가 집필한 중편 소설이다. 본 작품은 도스토옙스키가 시베리아 유형 4년과 병역 의무형 4년을 마치고 출판한 첫 번째 소설로, 세미팔라틴스크에서의 병역 의무형 중 집필하여 1859년 잡지 《루스코예 슬로보》에 실려 출판되었다.

## 참고 문헌
- 표도르 미하일로비치 도스또예프스끼 (2010년 5월 30일). 《아저씨의 꿈》. 열린책들 세계문학 123. 번역 박종소. 열린책들. ISBN 9788932911236.
- 조혜경 (2002년 12월). “도스토예프스키의 소설 《아저씨의 꿈》연구 : 공간의 의미를 중심으로”. 《슬라브학보》 (한국슬라브유라시아학회) 17 (2): 215-238.